# Филипссон, Лена
Мария Магдалена Филипссон (швед. Maria Magdalena Filipsson; род. 19 января 1966, Ветланда, Йёнчёпинг, Швеция), более известная как Лена Филипссон (швед. Lena Philipsson) — шведская певица и актриса. Бывшая участница группы «Jupiters kratrar».

## Биография
Родилась 19 января 1966 года в небольшом городке Ветланда, который находится в южной части Швеции.
В 1982 году приняла участие в шведской версии конкурса «New Faces». Молодая певица выиграла конкурс с собственной песней. В 1984 году началась музыкальная карьера с сингла «Boy/You Open My Eyes», а также с участия в шведском музыкальном конкурсе «Melodifestivalen», победители которого стали участниками Евровидения.
Изначально работала в Департаменте общественных работ, однако в 1986 году заняла 2-е место в «Melodifestivalen» со своей песней «Kärleken är evig». Автором этой песни стал Пер Гессле, гитарист и солист групп Roxette и Gyllene Tider. Послы успеха на «Melodifestivalen» Филипссон сменила работу.
В 1987 году певица выпустила песню «Aquarius» в дуэте с советским композитором Игорем Николаевым, ставшим автором музыки к ней (стихи на английском языке написала поэтесса Ингела Форсман). Альбом «My Name», в состав которого входили такие хиты как: «Standing In My Rain», «Why», «Leave A Light», стал популярным через два года.
В мае 1988 года с песней «My Name» Лена Филипссон приняла участие в съёмках совместной советско-шведской телепередачи «Утренняя почта» в гостях у «Лестницы Якоба», снятой на шведском телевидении, в которой также выступили Алла Пугачёва, Род Стюарт, Агнета Фэльтскуг, группы «Круиз», «Europe», Игорь Николаев и другие европейские и американские исполнители. Ведущими этого совместного выпуска стали Юрий Николаев и Якоб Далин.
В 1991 году Лена Филипссон записала альбом. С начала 90-х годов популярность певицы только росла, она продолжала выпускать альбомы до 1997 года.
В начале 90-х годов Филипссон стала одной из трех шведских исполнителей (вместе с Roxette и Jerry Williams), которые украсили шведские почтовые марки (блок из трёх марок, на каждой марке изображен отдельный исполнитель). Кроме того, был выпущен специальный буклет с марками и почтовыми карточками (открытками) с изображением этих же музыкантов.
В 2004 году после семи лет перерыва, Лена Филипссон вернулась в хит-парады.
В конкурсе «Melodifestivalen» Лена участвовала в четвертый раз, на этот раз она не только дошла до финала, но и победила, это позволило 37-летней певице представлять Швецию на «Евровидении». Лена Филипссон на «Евровидении» выступала с песней «It Hurts», переведенной на английский язык. Композитором и автором песни стал Томас Эрикссон (Thomas Eriksson). Это была легкая танцевальная композиция по мотивам диско. На сцену вышла в коротком ярко-оранжевом платье и высоких сапогах, танцуя с микрофоном в манере Стивена Тайлера (Steven Tyler) с «Aerosmith». Филипссон заняла только пятое место, поделив его с Лизой Андреас (Lisa Andreas).
Альбом «Det gör ont en stund på natten men inget på dan» получил золотой статус за девять дней после «Евровидения», а песня «Det gör ont» возглавила чарты. Большой популярностью пользовались синглы «Delirium», «Lena Anthem» и «På gatan där jag bor».
В 2005 году благодаря голосованию на шведском радио-шоу «Tracks» Лена стала лучшей исполнительницей и артисткой года, а песня «Det gör ont» была объявлена лучшей песней года. В этом же году Филипссон выпустила новый альбом «Jag ångrar ingenting», который раскупили за шесть дней. Было продано более 30 000 копий альбома. В ноябре вышла специальная программа, которая включала в себя старые и новые песни, а также интервью Лены Филипссон. В январе 2006 года поп-звезда стала ведущей конкурса «Melodifestivalen».
В начале 2007 года Филипссон выпустила сборник великих хитов «Lena 20 år». Одновременно с выходом альбома, Лена и Томас Эрикссон, запустили новое шоу «Lena+Orup» в Китайском театре в Стокгольме. Шоу получило положительные отзывы от критиков, его посмотрели около 113 000 человек.
В начале 2008 года состоялась премьера шоу в Гётеборге, после чего начала гастролировать по городам Швеции. В конце 2008 года Филипссон и Эрикссон выпустили альбом «Dubbel».
В мае 2024 года выпустила совместный сингл с Пером Гессле на песню «Sällskapssjuk» для одноимённого альбома Гессле. В 2025 году аннонсирован мировой тур группы Roxette «Roxette In Concert», в котором Филипссон будет выступать в качестве главной вокалистки вместо скончавшейся в 2019 году Мари Фредрикссон.
В конце 2024 года играла главную роль в сериале «På gatan där jag bor» (со швед. — «Улица, на которой я живу»).

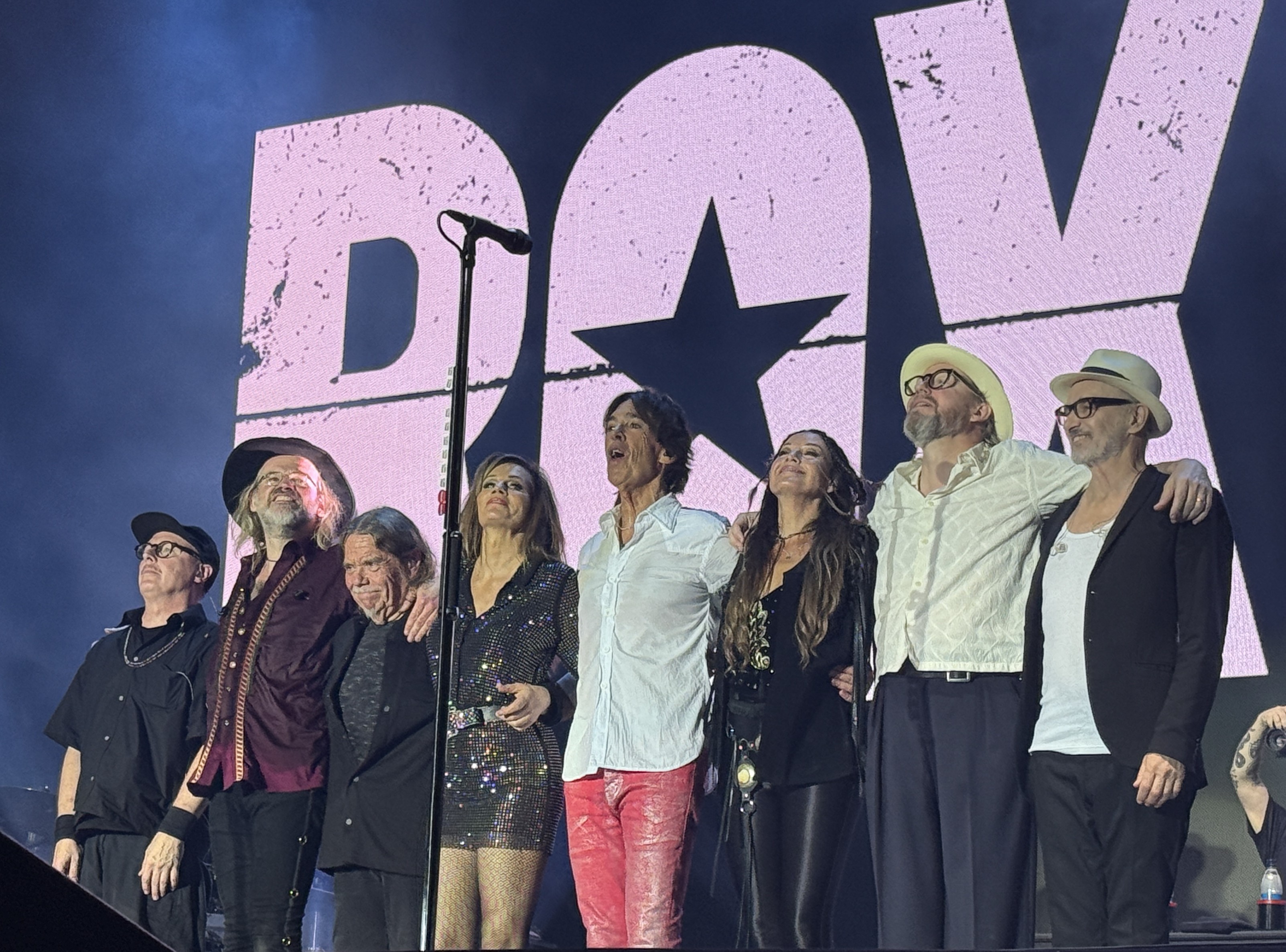
Филипссон в составе группы Roxette на концерте в Хальмстаде, Швеция, 26 июля 2025 года

В 2025 году Филипссон заменила на сцене скончавшуюся в 2019 году Мари Фредрикссон и гастролировала с группой Roxette в рамках всемирного гастрольного тура «Roxette In Concert».